# Orsonwelles torosus
Orsonwelles torosus är en spindelart som först beskrevs av Simon 1900.  Orsonwelles torosus ingår i släktet Orsonwelles och familjen täckvävarspindlar. Inga underarter finns listade i Catalogue of Life.